# Brockley (Suffolk)
Pour les articles homonymes, voir Brockley (homonymie).
Brockley est un village et une paroisse civile du Suffolk, en Angleterre.